# كيم تاي تشونج
كيم تاي تشونج (بالإنجليزية: Kim Tai-chung)‏‏ (5 يونيو 1957 في سول - 27 أغسطس 2011 في سول) ممثل، وفنون قتالية، ورائد أعمال، ولاعب تايكوندو، وممثل أفلام من كوريا الجنوبية.

## روابط خارجية
- كيم تاي تشونج على موقع IMDb (الإنجليزية)
- كيم تاي تشونج على موقع قاعدة بيانات الفيلم (الإنجليزية)
- كيم تاي تشونج على موقع كينوبويسك (الروسية)
- كيم تاي تشونج على موقع كينوبويسك (الروسية)